# Змачинский, Михаил Романович
Михаил Романович Змачинский (14 ноября 1937, Блонь, Пуховичский район — 1 мая 2009) — бригадир полеводческой бригады племзавода «Индустрия» Пуховичского района Минской области, председатель колхоза «Комсомолец» Пуховичского района, Белорусская ССР. Герой Социалистического Труда (1971).

## Биография
Родился в 1937 году в крестьянской семье в деревне Блонь. Окончил Борисовское ОПТУ. В 1955 году в возрасте 18 лет по комсомольской путёвке поехал осваивать целину в Кустанайскую область Казахской ССР. Работал трактористом в совхозе имени Горького. Из-за болезни вынужден оставить работу на целине и в 1958 году возвратился на родину. С 1958 по 1960 года — слесарь в мастерской и с 1960 по 1969 года — бригадир полеводческой бригады племзавода «Индустрия» Пуховичского района.
В 1969 году был назначен бригадиром отстающей бригады, присоединённого к племзаводу бывшего соседнего колхоза. Вывел эту бригаду в число передовых коллективов племзавода. Осенью 1969 года бригада собрала в среднем по 310 центнеров сахарной свеклы и 280 центнеров картофеля с каждого гектара. В 1970 году было сдано в среднем с каждого гектара около 40 центнеров зерновых, свыше трёхсот центнеров картофеля и сахарной свеклы.
Указом Президиума Верховного Совета СССР от 8 апреля 1971 года за успехи в выполнении планов по производству и продаже государству продуктов земледелия удостоен звания Героя Социалистического Труда с вручением ордена Ленина и золотой медали «Серп и Молот».
Без отрыва от производства окончил Марьиногоский сельскохозяйственный технику и Белорусскую сельскохозяйственную академию.
С 1973 года — заместитель председателя, председатель колхоза «Комсомолец» Пуховичского района.